# Kool Keith
Kool Keith fra kvarteten Ultramagnetic MC's er en af amerikansk hip-hop kunstner. Siden gruppen gik på standby i 1993 har han udviklet teksterne på en række soloalbums.
I de tidlige 80'ere gik Kool Keith sammen med Ced Gee, Tim Dog og Moe Love i det Bronx-baserede Ultramagnetic MC's,. Man skulle dog helt frem til 1988, før de udsendte deres debut Critical Beatdown, der med numre som Ego Trippin og Watch Me Now.
Med Funk Your Head Up fra 1992 begyndte han at blive mere anerkendt. 
Efter at have udgivet The Four Horsemen i 1993 gik Ultramagnetic MC's i opløsning. Ced Gee og Moe Love producerede efterfølgende – bl.a. for Tim Dog – mens Kool Keith satsede på en solokarriere. Det kunne man for første gang høre i 1995, hvor han under aliasset Dr. Octagon udsendte et album i selskab med Q-Bert og DJ Shadow.
Under endnu et af sine andre kaldenavne udsendte Kool Keith i 1999 Dr. Doom-albummet First Come, First Served.
Siden hen har Kool Keith udsendt en række albums – nogle af svingende kvalitet.
I 2006 genoplivede han Dr. Octagon-figuren, som ellers var blevet slået ihjel af Dr. Doom, og udsendte The Return of Dr. Octagon, der var en af de få som blev positivt modtaget.
I 2004 blev Ultramagnetic MC's reetableret og tog på turne. I starten af 2007 udsendte gruppen albummet The Best Kept Secret.

## Diskografi

### Albums
- 1988: Ultramagnetic MC's: Critical Beatdown
- 1992: Ultramagnetic MC's: Funk Your Head Up
- 1993: Ultramagnetic MC's: The Four Horsemen
- 1995: Dr. Octagon: Dr. Octagonecologyst
- 1996: Ultra: Big Time
- 1997: Kool Keith: Sexstyle
- 1999: Dr. Doom: First Come, First Served
- 1999: Black Elvis: Lost In Space
- 2000: Kool Keith: Matthew
- 2000: Analog Brothers: Pimp to Eat
- 2004: Kool Keith: Diesel Truckers
- 2006: Dr. Octagon: Return of Dr. Octagon
- 2006: Mr. Nogatco: Nogatco Rd.
- 2007: Ultramagnetic MC's: The Best Kept Secret
- 2008: Dr. Dooom: Dr. Dooom 2
- 2012: Kool Keith: Love And Danger